# Промова Володимира Путіна про визнання ЛНР та ДНР
Промова Володимира Путіна про визнання ДНР та ЛНР — телевізійне звернення президента Росії Володимира Путіна, трансляція якого відбулося увечері 21 лютого 2022 року, на тлі чергової кризи у російсько-українських відносинах. У своєму виступі Путін назвав українську державу штучним утворенням комуністичної епохи та заявив, що Росія визнає самопроголошені Донецьку та Луганську народні республіки. Після цього було підписано наказ ввести на територію тимчасово окупованого Донбасу війська для «здійснення функцій підтримки миру», а 24 лютого розпочалося повномасштабне вторгнення.

## Зміст промови
Промова Володимира Путіна тривала близько години. Вона почалася з розлогого історичного екскурсу про минуле України та про те, як ця країна здобула незалежність. За його словами, «сучасна Україна була цілком і повністю створена Росією. Точніше більшовицькою, комуністичною Росією»; при цьому радянська влада приєднувала до неї історичні російські землі, а тому її «і в наші дні можна повною мірою назвати Україна імені Володимира Ілліча Леніна». «При цьому Ленін та його соратники робили це досить грубо щодо самої Росії — за рахунок відділення у неї частини її власних історичних територій. У мільйонів людей, які там жили, звичайно, ніхто нічого не питав», — додав Путін. Він кілька разів повертався до теми Леніна та України
Він саркастично згадав про те, що сучасна Україна проводить політику декомунізації і пригрозив: «Ви хочете декомунізацію? Ну що ж, нас це цілком влаштовує. Але не потрібно, що називається, зупинятися на півдорозі. Ми готові показати вам, що означає для України справжня декомунізація!»
Після 1991 року, за словами Путіна, Росія постійно підтримувала Україну «з повагою до її гідності та суверенітету», але та «вважала за краще діяти так, щоб у відносинах з Росією мати всі права та переваги, але не мати при цьому жодних зобов'язань». Він звинуватив Україну в тому, що «замість партнерства почало превалювати утриманство», а горбачовських комуністів та українських націоналістів звинуватив «у розпаді історичної Росії під назвою СРСР». У 2014 році внаслідок «держперевороту» владу захопили радикали-націоналісти, які розпочали відверто антиросійську політику.
Далі Путін сказав про розширення НАТО на Схід, яке, за його словами, спрямоване проти Росії і порушує досягнуті колись домовленості. Пропозиція «про рівноправний діалог» залишилася поза увагою, а тому Росія має право «вживати відповідні заходи забезпечення власної безпеки». Було заявлено, що на Донбасі відбуваються «трагедія» та «геноцид, якого зазнають майже 4 мільйони людей», причому «так званий цивілізований світ» не помічає цього. Тому він вважає за необхідне «ухвалити вже давно назріле рішення — негайно визнати незалежність та суверенітет Донецької народної республіки та Луганської народної республіки» і вимагати від української влади негайно припинити бойові дії. Фінал промови: «Від тих, хто захопив та утримує владу в Києві, ми вимагаємо негайно припинити бойові дії. Інакше вся відповідальність за можливе продовження кровопролиття буде цілком і повністю на совісті правлячого на території України режиму».

## Сприйняття
На думку історика, професора Львівського національного університету імені Івана Франка Костянтина Кондратюка, Путін «плутається» в українській історії цілеспрямовано, створюючи власне, абсолютно викривлене бачення згаданих подій, повертається до риторики часів Російської імперії.
Віталій Червоненко із ВВС зазначив, як акуратно Путін замовчав про незалежні українські державні утворення 1917—1920 років та війну Києва з більшовицьким урядом Леніна, метою якого було включення України до більшовицької Росії.
| Звичайно, що Ленін не створював Україну. У 1918 році він розпочав війну проти незалежної української держави, а потім замінив її маріонетковою державою під назвою Українська Радянська Соціалістична Республіка. Що Ленін справді створив — це Російську Федерацію, державу, яка отримала свою конституцію у 1918 році та увійшла до складу СРСР через чотири роки. В 1991 році Єльцин вилучив цей суб'єкт, створений Леніним, зі складу СРСР, сприяючи таким чином розвалу Союзу. Ленін був творцем сучасної Росії, а не України, і повинен вважатися таким. |
— професор української історії Гарвардського університету Сергій Плохій.
Плохій нагадав, що у 1922 році Ленін відібрав в України навіть формальну незалежність, інтегрувавши в Радянський Союз.
Україна до окупації більшовиками в 1919—1920 роках була на 200 тисяч квадратних кілометрів більшою, ніж розміри, в яких вона вийшла з Радянського Союзу", — зазначив кандидат історичних наук Олександр Алфьоров. Він нагадав, що Україна певний час володіла сьогоднішнім Бєлгородом, західною частиною Курщини, Воронежчини і Бєлгородщини.
На думку Міністра культури України Олександр Ткаченко, історія, яку оповідає Путін, ніколи не існувала, крім як у нього в голові через образу на увесь цивілізований світ і скорботи від того, що хтось без його дозволу може бути вільним.
Фактчекінг тез Путіна провели такі видання як «Слово і діло», «Вокс Україна», «Історична правда».